# Henri Loyrette
Henri Loyrette, (nacido el 31 de mayo de 1952) en Neuilly-sur-Seine, París). Fue nombrado primer conservador y posteriormente director del museo de Orsay en 1978 y 1994 respectivamente. En 2001 fue nombrado director del Museo del Louvre, cargo que ocupó hasta el 3 de abril de 2013, en que fue sustituido por Jean-Luc Martínez, pasando él a ser miembro del Consejo de Estado.

## Biografía
Hijo de un gran abogado de empresa de París, Henri Loyrette tiene una licenciatura en historia. En 1975 obtiene el título de conservador de museos de Francia, y posteriormente es becario de la Academia Francesa en Roma de 1975 a 1977. Comienza en 1978 como conservador del museo de Orsay. Especialista en el arte del siglo XIX, toma la dirección de este museo en 1994 y es en conservador general del patrimonio en 1995. Es elegido miembro de la Academia de Bellas Artes de Francia para ocupar el sillón vacante del periodista y escritor Louis Pauwels, convirtiéndose así en su miembro más joven. Realiza numerosas exposiciones, la mayor parte consagradas a impresionistas europeos. 
El 14 de abril de 2001 es nombrado presidente director del establecimiento público del museo del Louvre por el gobierno francés, sucediendo a Pierre Rosenberg. Henri Loyrette también es presidente del consejo científico de la agencia France-Museos (AFM) que coordina el proyecto del Louvre Abu Dabi. Esto ha producido mucha controversia tanto en Francia como en la comunidad internacional.

## Obra
Lista no exhaustiva:
- Gustave Eiffel, Payot, 1986
- Degas : « Je voudrais être illustre et inconnu », coll. « Découvertes Gallimard » (n.º 36), París: Gallimard, 1988, nueva edición en 2012
- Degas, Fayard, 1990
- Impressionnisme, les origines (1859-1869) (catálogo de la exposición que tuvo lugar en el Grand Palais del 19 de abril al 8 de agosto de 1994), R.M.N., 1994
- La Famille Halévy. Entre le théâtre et l'histoire  R.M.N.-Fayard, 1996.
- L'art français. del siglo XIX, 1819-1905, Flammarion, 2002

### Exposiciones
Loyrette ha organizado varias exposiciones sobre diversas materias, incluyendo exposiciones sobre Edgar Degas, Honoré Daumier, y los orígenes del Impresionismo.

### Catálogos de exposiciones
- Degas e l'Italia, 1984.
- Degas, 1988.
- Impressionnisme. Les Origines, 1994.
- Cézanne, 1995.
- Daumier, 1999.